# Apterodon
Apterodon is een geslacht van uitgestorven roofzoogdieren uit de Hyaenodontidae die tijdens het Eoceen en Oligoceen in Afrika en Europa leefden.

## Fossiele vondsten
Fossielen van Apterodon zijn gevonden in Libië, Egypte, Frankrijk en Duitsland.

## Kenmerken
Apterodon was een semi-aquatisch dier dat goed kon graven. De bouw van de romp, staart en achterpoten komt overeen met die van otters. De sterke voorpoten zijn aangepast om te graven zoals bij dassen. Het gebit laat zien dat Apterodon zich voedde met schaal- en schelpdieren. Apterodon was een kleine hyaenodont met een korte snuit. 